# 前田竹虎
前田 竹虎（まえだ たけとら、1918年5月29日 - 1997年11月30日）は、日本の実業家。玩具メーカーのエポック社を創業し、同社代表取締役社長、会長を歴任した。

## 経歴
1918年、愛知県にて言語学者の前田太郎の長男として生まれる。
1943年、東京帝国大学文学部国史学科を卒業。この大学時代について、前田は「戦時中に流行った皇国史観というのがどうにもやりきれなくて、嫌でした。役人になるのもどうか、と迷っていたんですが…」と回想している。
兵役を経て、1946年、前田の先輩が設立した出版会社「有限会社アポロ社」（2022年にエポック社へ吸収合併）へ入社。出版編集事業に興味があって入社したものの、アポロ社での業務は大半が請負印刷業であり、前田は自分で何かを創り出したいという思いがくすぶっていた。そこで、新事業として幼児向けのジグソーパズルを開発。当時の日本にはパズルの製造技術がなく、絵を原紙に印刷して打ち抜く工程から開発する必要があった。販路を開拓するため書店やデパートなどへ営業に回るが、当初は全く取り合ってもらえず、占領軍近くの書店で売れ始めたところを新聞に取り上げられたことで、玩具業界から評価されるようになった。
前田はこれに次ぐ商品として野球盤を計画。前田自身が幼少期に輸入品の野球ゲームに熱中したことがあり、野球の動きをより忠実に反映した野球ゲームの開発に取り組んだ。アポロ社の『野球盤』は1957年11月に発売されたが、アポロ社ではゲーム盤の製造コストが高すぎて採算が取れないということで事業化を断念することになり、前田は独立を決意した。
1958年5月、玩具専業メーカーとしてエポック社を設立。元手が十分あるわけでもなく野球盤一つに賭けた創業であったが、事業計画は念入りに立てていた。同年秋には低価格化した『野球盤B型』を発売。この後も次々に改良を重ね、野球盤はエポック社を代表するロングセラー商品となった。
1994年5月、勲五等瑞宝章を受章。
1995年、長男の前田道裕がエポック社の社長に就任した。